# Brody-Parcele
Brody-Parcele is een dorp in het Poolse woiwodschap Mazovië, in het district Nowodworski (Mazovië). De plaats maakt deel uit van de gemeente Pomiechówek en telt 1600 inwoners.